# Pseudolycoriella monticula
Pseudolycoriella monticula är en tvåvingeart som först beskrevs av Werner Mohrig och Menzel 1992.  Pseudolycoriella monticula ingår i släktet Pseudolycoriella och familjen sorgmyggor.
Artens utbredningsområde är Schweiz. Arten är reproducerande i Sverige. Inga underarter finns listade i Catalogue of Life.